# Závěrka (fotoaparát)

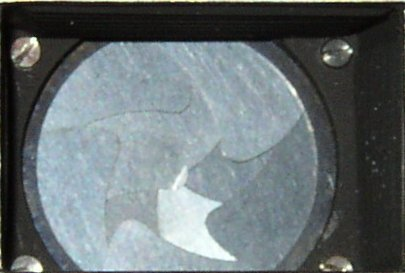
Částečně otevřená centrální závěrka

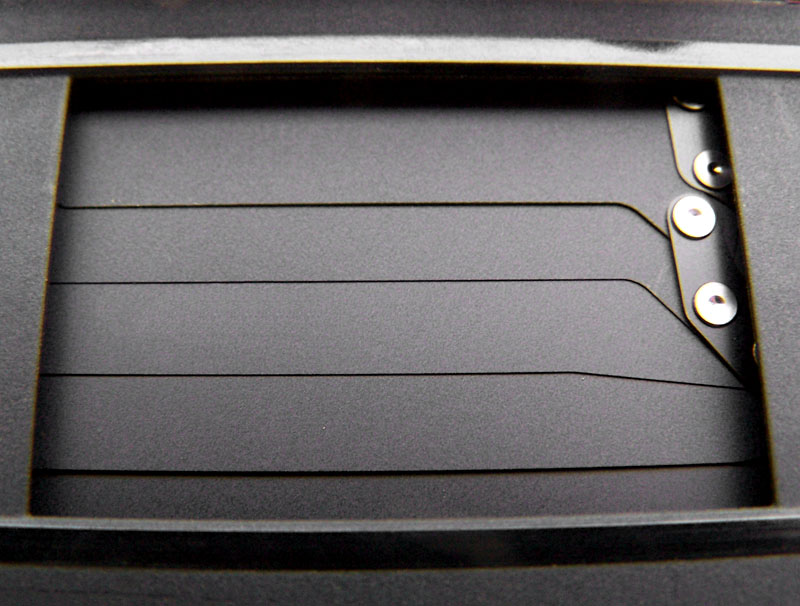
Štěrbinová závěrka u Canon EOS 300

Závěrka fotoaparátu je zařízení umožňující vstup světla na film (nebo snímací prvek) po přesně určenou dobu (tzv. doba expozice).
U klasického fotoaparátu se používá závěrka mechanická centrální (ve formě rozevíracích clonek) nebo mechanická štěrbinová (provedením bývá plátěná nebo plechová). Hlavní rozdíl je však v umístění závěrky. Centrální se umísťuje co nejblíže optickému středu objektivu, štěrbinová co nejblíže expoziční ploše.

## Historie
Jednu z prvních kamerových závěrek vynalezl v roce 1869 anglický vynálezce Eadweard Muybridge. Závěrku o rychlosti 1/1000 sekundy později vyvinul Němec Ottomar Anschütz.
- 1911 – 2. května M. E. Zetsche patentoval žaluziovou závěrku se svinovacími válečky.[1]

## Centrální závěrka
Hlavní výhodou centrální závěrky je možnost volby libovolného času pro expozici s bleskem a absence zkreslení pohybem. Nevýhodou je naopak ztížená možnost výměny objektivu, pomalejší expoziční časy a také skutečnost, že centrální závěrku nelze vzhledem k jejímu umístění v objektivu použít v jednookých zrcadlovkách (kromě speciálních případů výměnných objektivů hlavně pro středoformátové profesionální fotoaparáty).
Typické použití centrální závěrky je v kompaktních fotoaparátech, dvouokých zrcadlovkách a velkoformátové fotoaparáty, kde je závěrka zabudována přímo do objektivu (zde pak není problém s výměnou, zakrytí expozičního pole je zde řešeno jinak, přímo na kazetě na film).

## Štěrbinová závěrka

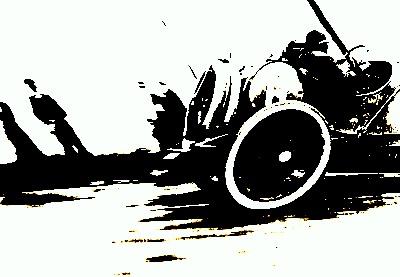
Jacques-Henri Lartigue: Automobil Delage na Grand Prix ACF, 1912; pohybové zkreslení bylo způsobenou štěrbinovou závěrkou

Štěrbinová závěrka se nachází za objektivem a skládá se ze dvou lamel. Na začátku expozice se jedna z nich otevře, na konci druhá lamela z protější strany otvor uzavře. Krátkých expozičních časů je dosahováno současným pohybem obou lamel, kdy se před filmem v podstatě jen posunuje štěrbina (na její velikosti pak záleží doba osvětlení každého kousku filmu).
Typické použití štěrbinové závěrky je v jednookých zrcadlovkách. Štěrbinové závěrky se dále dělí podle materiálu na plátěné a kovové lamelové, nebo podle způsobu časování na mechanické a elektronické.
U starších přístrojů se může vyskytovat závěrka pohybující se ve směru delší strany filmového políčka (např. sovětský aparát Zenit), u nových fotoaparátů jsou již závěrky s pohybem v kratším směru, což umožňuje dosáhnout ještě kratších expozičních časů.

### Výhody a nevýhody
Výhodou štěrbinové závěrky je možnost dosažení výrazně kratších expozičních časů a jednoduchá aplikace výměnných objektivů. Nevýhodou je omezený rozsah použití blesku, který je omezen na expoziční časy, při nichž je ještě v nějakém okamžiku celá závěrka otevřena. Nejkratší takový čas se označuje jako X-sync a u většiny digitálních zrcadlovek se pohybuje mezi 1/200 a 1/500 sec. Toto omezení lze obejít u moderních blesků, schopných opakovanými záblesky postupně osvítit každou část filmu nebo senzoru.
Další vadou štěrbinové závěrky je možné pohybové zkreslení (při rychlém pohybu snímaného objektu může být tento v závislosti na vzájemné orientaci vůči pohybu závěrky zkrácen, prodloužen nebo zkosen).

## Elektronická závěrka
U digitálních fotoaparátů se používá závěrka elektronická, data se načítají z trvale osvětleného snímače pouze po určitou dobu (neplatí pro většinu DSLR, tam je princip stejný jako u klasických fotoaparátů).
U filmových kamer se používá závěrka štěrbinová nebo hranolová (u speciálních vysokorychlostních kamer) nebo takzvaný sektor, fungující na otáčivém principu, který po určitou dobu světlo nechává projít na filmový materiál (nebo čip) a po zbylou dobu ho blokuje.

## Galerie

Princip štěrbinové závěrky z boku
Zleva: dlouhý, střední a krátký čas